# بقع أوراق العنب
بقع أوراق العنب (Phomopsis)، هو مرض فطري يصيب نبات أشجار العنب الأوراق والقصب، يكون المرض أكثر شدة في مناطق زراعة العنب التي تتميز بمناخ معتدل رطب خلال موسم النمو.

## الأسباب
مجموعة فطريات تُصاب بها شجرة العنب تجعلها تصاب بمرض بقعة أوراق العنب.

## الأعراض
ظهور بقع سوداء مُحاطة بهالة صفراء على أوراق شجرة العنب، عندما تشتد الإصابة تموت الأوراق وتتساقط، مع مرور الوقت تظهر تقرحات وجروح متقشرة على فروع أشجار العنب المصابة بالمرض، وقد تظهر البقع على البراعم، والسيقان، والأزهار.
تعتبر البقع والآفات الموجودة على البراعم والأوراق من الأعراض الشائعة للمرض،
مع مرور الوت، تصبح البقع أك، وتتحول إلى اللون الأس، ثم تصبح الأوراق مشوهة وتموت.

## دورة المرض
تنتشر الأبواغ المسببة للمرض مسافات طويلة في مهب الريح، والآفات المصابة على الأوراق أو الفاكهة تنتشر إلى النباتات الأخرى من خلال هطول الأمطار أو الرياح، تسمح الجروح الموجودة مسبقًا على النبات نتيجة التقليم السنوي أو الحشرات لمسببات الأمراض بالدخول إلى النبات.
تختلف تبقع الأوراق في العنب كثيرًا بين مواسم النمو، تعتمد مسببات الأمراض الفطرية على الظروف الرطبة، مما يؤدي إلى زيادة شدة تفشي الأمراض في البيئات الرطبة.

## العلاج
يتم استخدام المبيدات للتخلص من مرض بقعة أوراق العنب، كما يتم إزالة الأجزاء المصابة والتخلص منها، ويُفضل زراعة أصناف مقاومة للمرض منذ البداية.
يوصى باستخدام السلفوريكس من مرحلة السكون المتأخر وحتى انتفاخ البراعم .